# Adhemarius gannascus
Adhemarius gannascus är en fjärilsart som beskrevs av Caspar Stoll 1790. Adhemarius gannascus ingår i släktet Adhemarius och familjen svärmare. Inga underarter finns listade i Catalogue of Life.

## Beskrivning

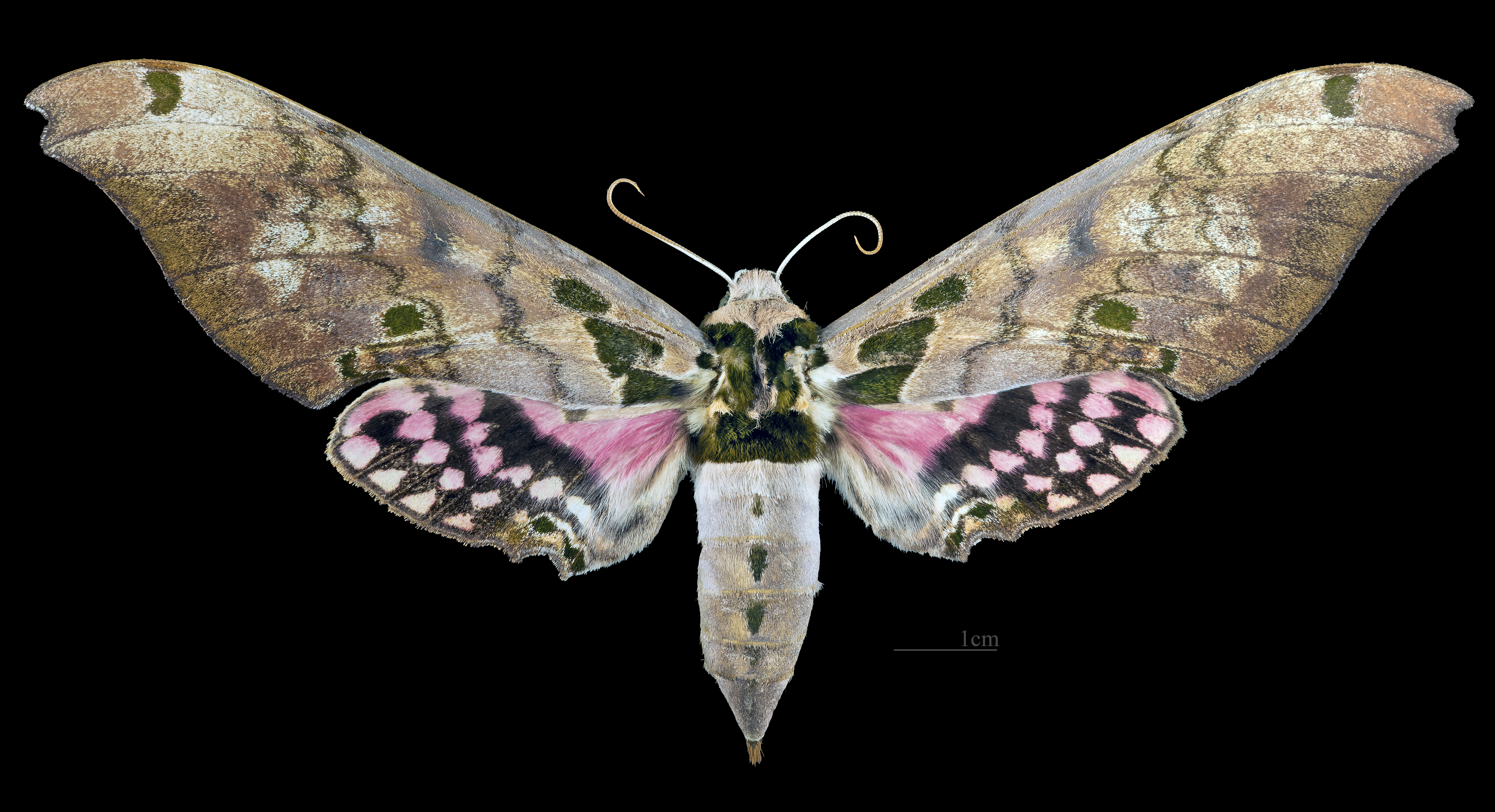
Adhemarius gannascus ♀
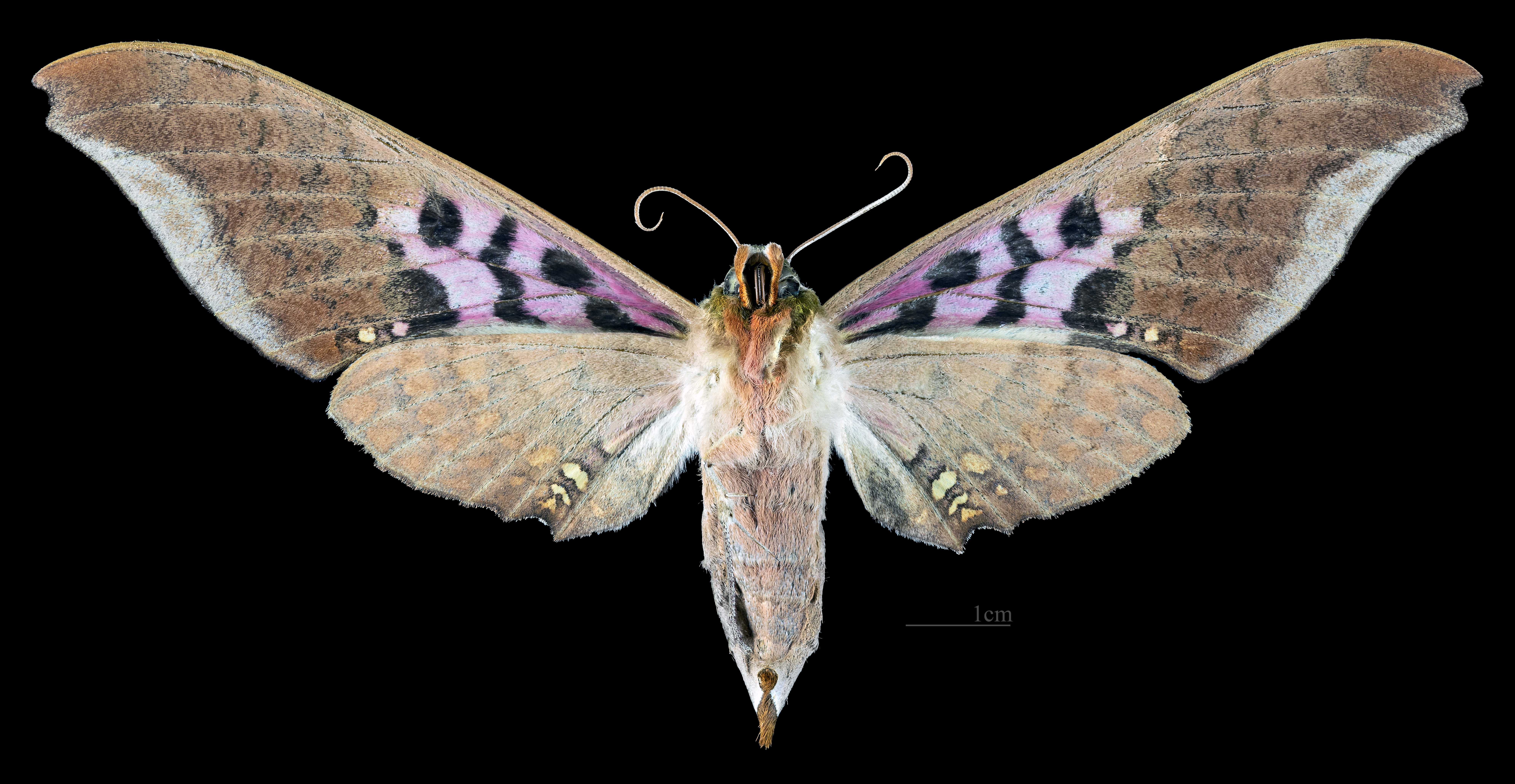
Adhemarius gannascus  ♀ △
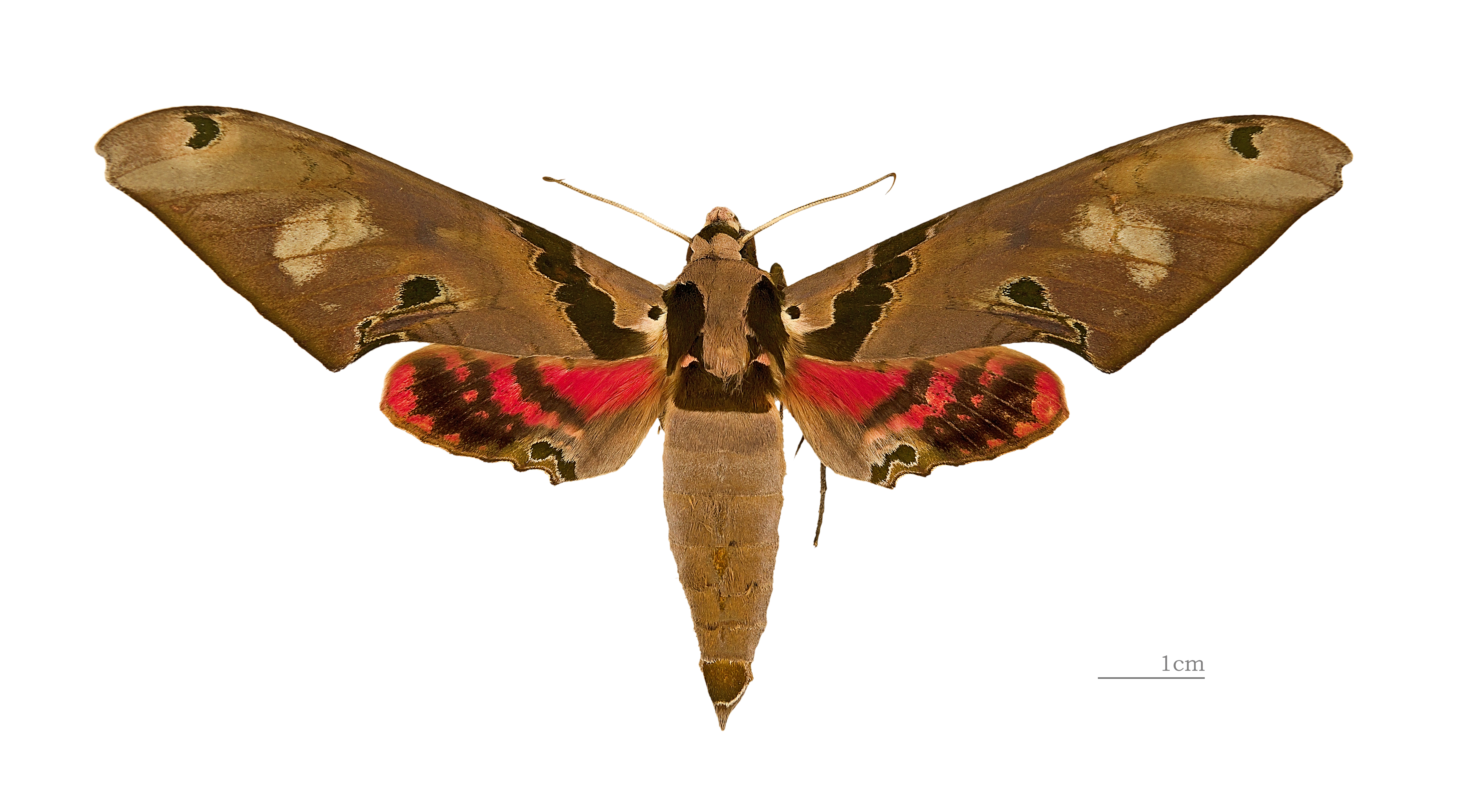
Adhemarius gannascus ♂
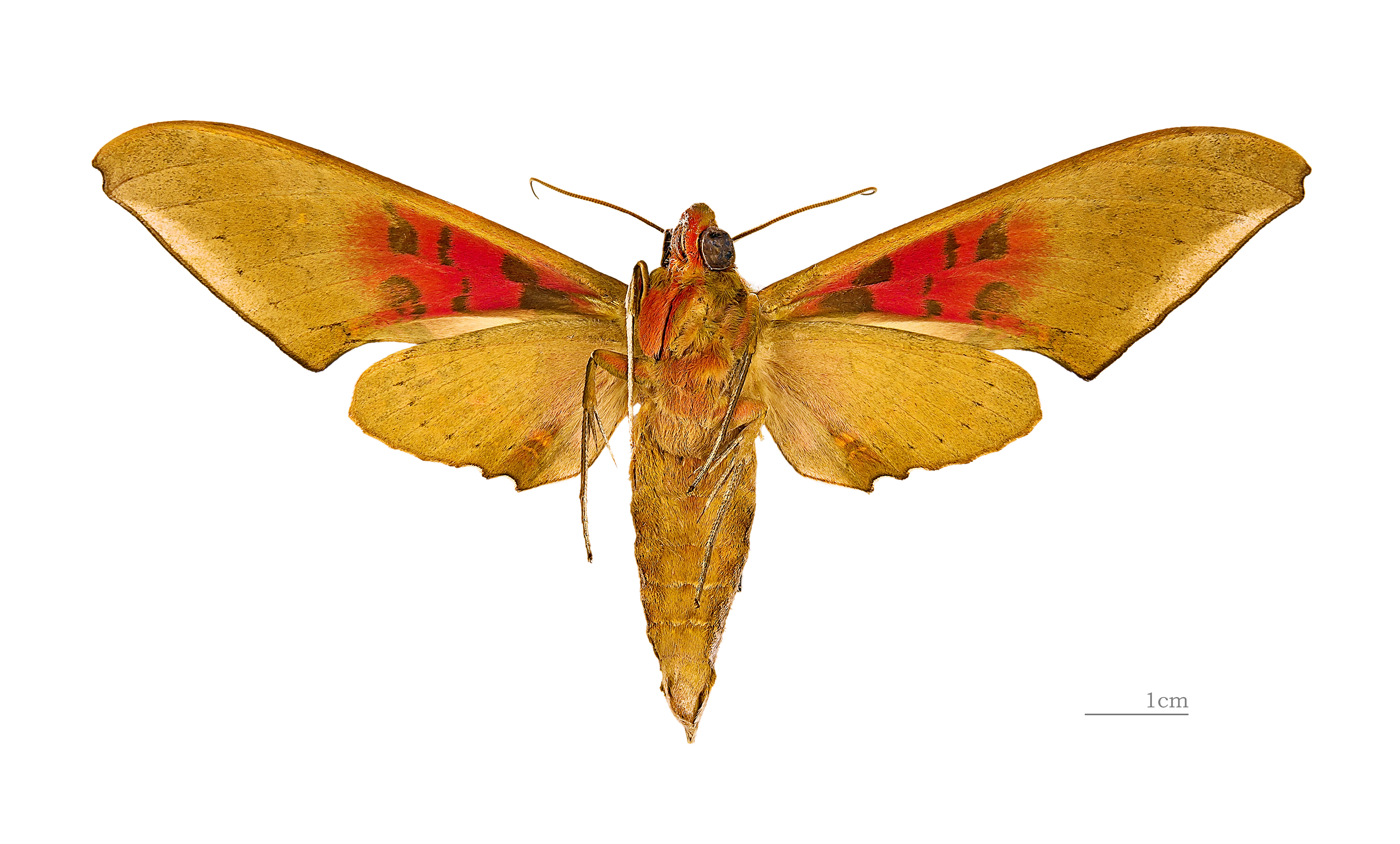
Adhemarius gannascus ♂  △

## Taxonomi
- Adhemarius gannascus cubanus (Rothschild & Jordan, 1908)
- Adhemarius gannascus jamaicensis (Rothschild & Jordan, 1915)

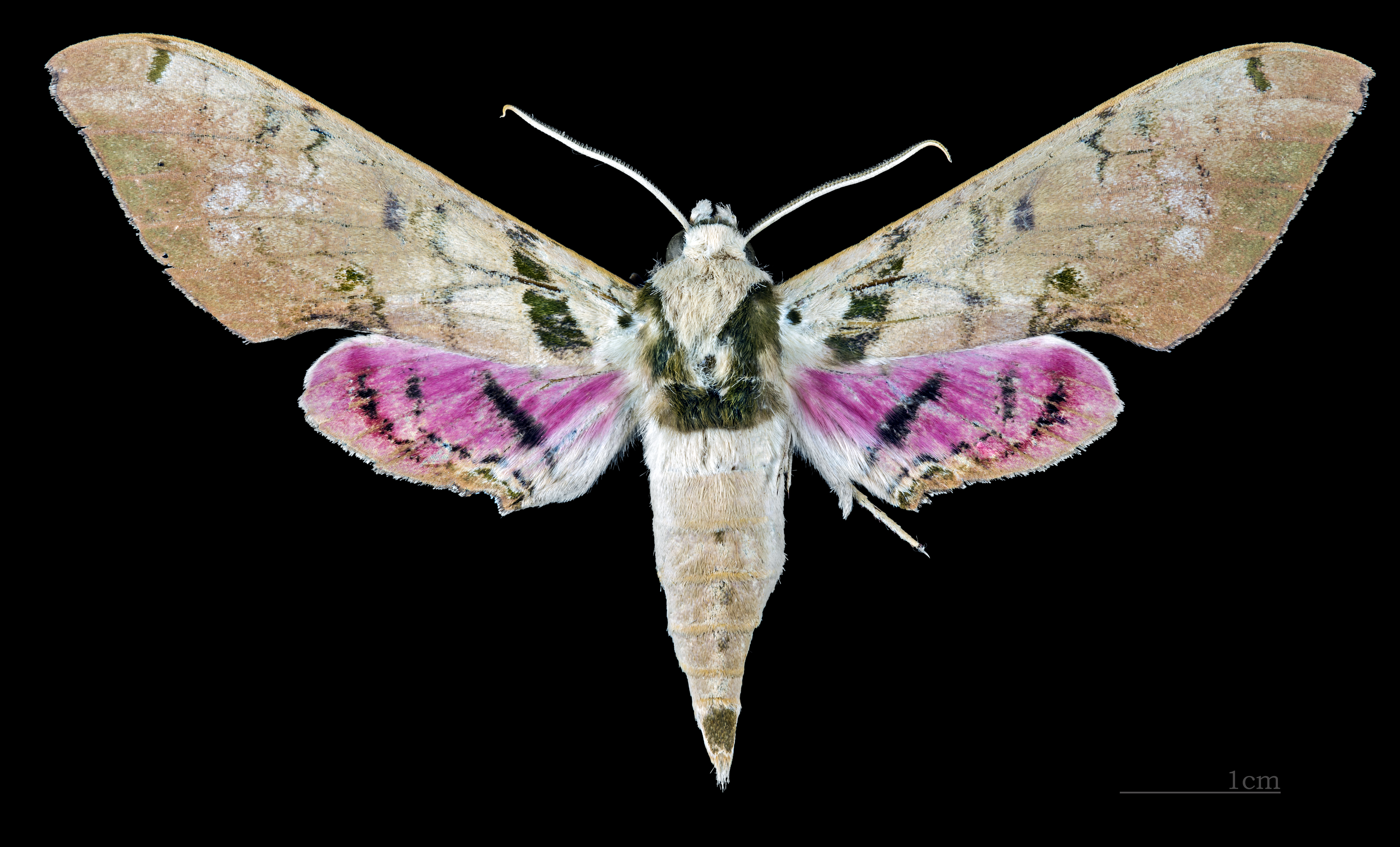
Adhemarius gannascus cubanus ♂
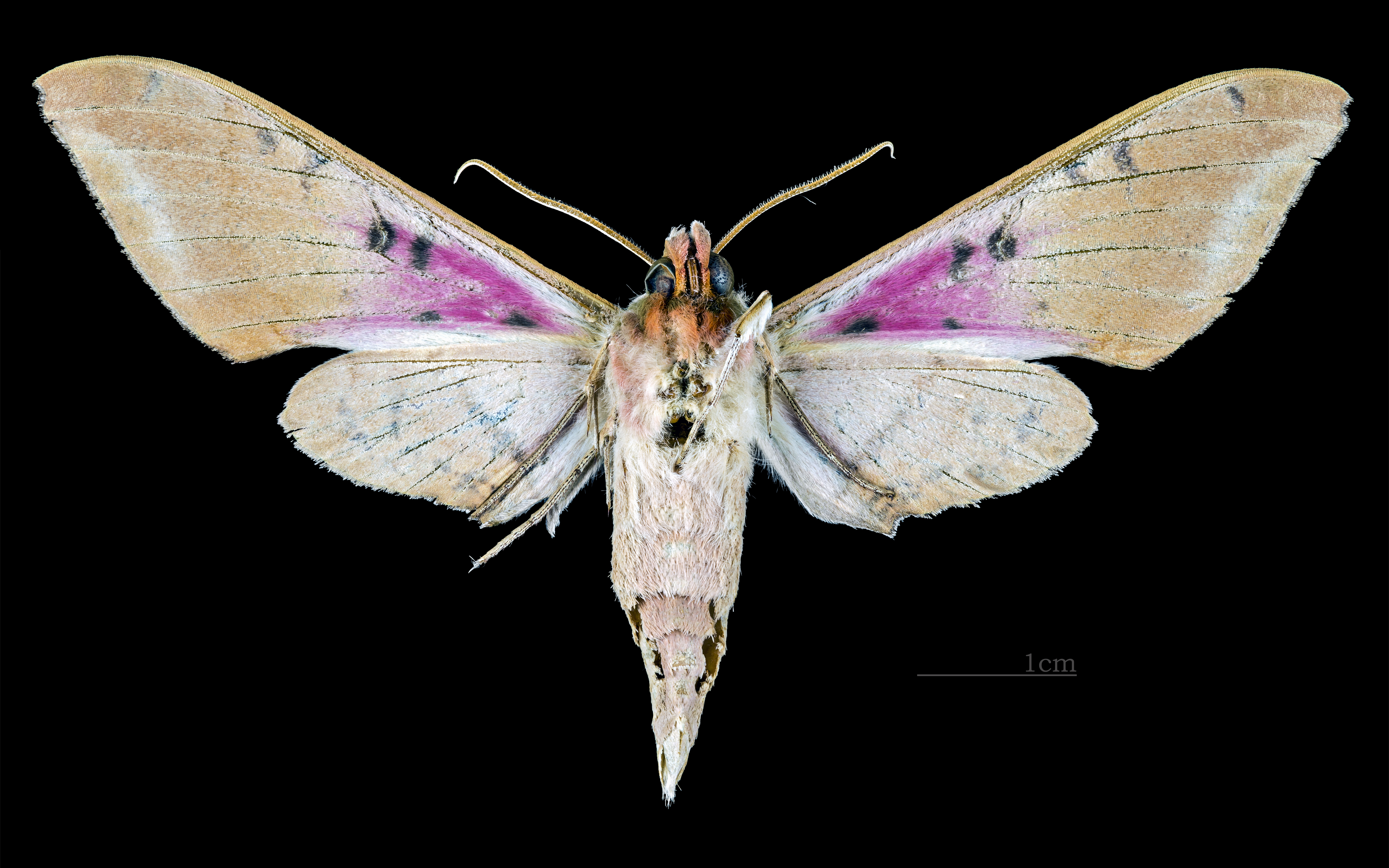
Adhemarius gannascus cubanus ♂  △